# Mission préparatoire des Nations unies au Cambodge
La Mission préparatoire des Nations unies au Cambodge (MIPRENUC, ou, en Anglais, UNAMIC - United Nations Advance Mission in Cambodia) devait préparer la venue de l'Autorité provisoire des Nations unies au Cambodge au début des années 1990.

## Histoire
La Mission a été créée le 16 octobre 1991 par la résolution 717 du Conseil de sécurité des Nations unies. Décision qui est confirmée lors des accords de Paris sur le Cambodge de 1991 qui délèguent l’administration du pays à l’organisation des Nations unies ; elle est déployée dès le 15 novembre 1991.
Sa composante militaire est placée sous le commandement du général français Michel Loridon alors que la branche civile est dévolue au diplomate bangladais Ataul Karim,.
Elle prend fin en mai 1992 avec le déploiement des forces des Nations unies au Cambodge et de l'Autorité provisoire des Nations unies au Cambodge,.

## Décoration

### L'insigne de la Médaille
Cette médaille était décernée en reconnaissance de 90 jours de service entre novembre 1991 et mai 1992.

#### Le ruban

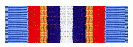
Ruban de la Médaille de la MIPRENUC

Le ruban est composé de neuf bandes : bleu ONU (7 mm), rouge (4 mm), jaune (1 mm), bleu foncé (4 mm), blanc (2 mm), bleu foncé (4 mm), jaune (1 mm), rouge (4 mm) et bleu ONU (7 mm).